# L'Ami de la religion
L'Ami de la Religion et du roi ou simplement l'Ami de la Religion à partir de 1830 est une revue catholique française du XIXe siècle fondée par Michel Picot en 1814. Sa périodicité fluctue tout au long de sa publication : d'abord bi-hebdomadaire, il est imprimé trois fois par semaine sous la monarchie de Juillet avant de devenir quotidien entre 1849 et 1851. Il redevient un tri-hebdomadaire cette année-là avant de repasser au format quotidien le 16 mars 1859 jusqu'à l'arrêt de sa publication, en 1862.

## Historique
La revue est créée en 1814 par des journalistes, prêtres et laïcs, œuvrant déjà aux Annales ecclésiastiques. Le journal prend la suite du Mélange des littératures et du Journal des curés. Dans le prospectus annonçant la création du journal, les rédacteurs annoncent vouloir écrire un journal traitant de tout ce qui « intéresse la religion ». Ses premiers numéros affirment cette ligne. Ainsi, le premier numéro comporte des articles traitant tant de « la Providence dans la dernière révolution », de la « Rentrée des prêtres dans la congrégation de Saint-Sulpice dans l'administration du Séminaire de Paris » que les nominations ecclésiastiques ou les derniers brefs du pape Pie VII.
Le journal est fidèle à la monarchie restaurée et a un ton ultramontain. En 1823, après l'expédition d'Espagne, le journal va permettre la publication d'un journal frère en Espagne, El Restaurador.
En 1830, face aux événements de juillet, le journal suspend sa publication pendant une semaine avant de reparaître sous le nom de l'Ami de la Religion. Il reste cependant un défenseur des positions légitimistes qu'il défendait jusque là.
Le journal cesse de paraître en 1862.